# Université de l'Atlantique
L'université de l'Atlantique (en espagnol : Universidad del Atlántico ou Uniatlántico) est une université publique située dans la ville de Barranquilla, à mi-chemin de ville de Puerto Colombia dans le département autonome de l'Atlántico en Colombie. Elle a été créée en 1941.
L'université de l'Atlantique est considérée comme étant l'université la plus importante de la région, de par sa superficie et son nombre d'étudiants qui s'élève chaque année à plus de 20 000, provenant essentiellement de la région caraïbe du pays. L'université accueille également chaque année des étudiants internationaux provenant de différentes parties du globe. Carlos Javier Prasca Muñoz est l'actuel recteur en place de l'université.
L'université de l'Atlantique propose 47 programmes d'études, dont 13 licences à visée professionnelle, 4 licences à visée technologique, 15 masters et 3 doctorats.

## Historique

### Fondation
L'université de l'Atlantique est située à Barranquilla, capitale du département de l'Atlantique. Elle a été conçue par le philosophe colombien Julio Enrique Blanco de la Rosa, qui, dans son engagement pour favoriser l'éducation publique de la ville côtière, alors en grand manque de structures, a conçu et créé la faculté d'enseignement supérieur. Un processus qui est né en 1941 et a qui a été cristallisé définitivement en 1946.
L'origine de l'université de l'Atlantique est directement liée à son principal précurseur, le philosophe visionnaire Julio Enrique Blanco. Il faut mettre au crédit de la création de l’université, le projet fondamental visant à transformer les villes et les sociétés en ce milieu de XXe siècle colombien. C’est de cela que proviennent les principales initiatives pédagogiques qui culminèrent à l’issue de la création de l'université de l'Atlantique. Julio Enrique Blanco a mis en avant l'importance de la formation intégrale pour les étudiants, c'est-à-dire une formation qui impliquait les aspects techniques et scientifiques.
D’une certaine façon, les initiatives pédagogiques du philosophe ont répondu aux préoccupations soulevées au cours des quatre premières décennies de ce siècle par des chefs d'entreprises qui se sont plaints de la pénurie de techniciens et de spécialistes formés dans le pays. Après quoi, l'enseignent-philosophe a vu plus loin, en stimulant l'émergence d'instances axées sur le développement de l'humanisme. Il lui fallait décentraliser les études universitaires, jusqu'alors très concentrées dans la capitale colombienne, Bogotá. De même, il a compris qu'une ville comme Barranquilla, doté alors d’une alors expansion économique rapide, a exigé des travailleurs et des professionnels qualifiés formés dans des institutions appropriées. Ce sont peut-être les idées les plus importantes qui ont stimulé la création du musée de l'Atlantique, par l'assemblée départementale via l'ordonnance nº 035 en 1940, avant qu’il ne devienne plus tard l'université de l'Atlantique.
Le Musée a été pensé dans l’optique  d’émerger vers l'enseignement supérieur, c'est-à-dire la création de l'Université de l'Atlantique, qui fut la tâche la plus difficile, principalement parce qu'elle se voulait être une activité pionnière et une structure incontournable dans la ville de Barranquilla et le département de l’Atlantico.
En 1943, la Faculté de commerce et finances ont vu le jour, à laquelle s’est ajouté plus tard les programmes fleurissants de l'ingénierie chimique et pharmacie. Ceux-là mêmes qui donneront naissance plus tard au corps de l'Institut polytechnique des Caraïbes, créé par l'ordonnance no 36 de 1945.
Le 15 juin 1946, l'université de l'Atlantique a été créée légalement par l'ordonnance no 42 publiée cette même année par l'Assemblée ministérielle. Le noyau de base de l'alma mater était constitué des facultés de commerce et finances, de celle de chimie et pharmacie, du génie chimique, de l'école des beaux-arts et du château de Salgar.
Le château de Salgar, situé à Puerto Colombia, ville voisine de Barranquilla, avait alors été rénové en 1940 à l'initiative de Julio Enrique Blanco afin de transformer le lieu en résidence pour les étudiants et les enseignants nationaux et étrangers qui venaient travailler dans l'établissement, ainsi que pour d'autres activités éducatives et touristiques.
Actuellement ce sont plus de 20 000 étudiants qui fréquentent chaque année l'université. Des diplômes de premier cycle et des programmes de troisième cycle sont offerts aux trois antennes de l'université situées à Barranquilla dans plusieurs municipalités du département. L'université a formé des professionnels dans les domaines de l'éducation, de l'art, des sciences humaines, des sciences naturelles, de l'architecture et de l'ingénierie.
L'université attache la plus haute importance aux études doctorales, dites de troisième cycle, qui ont émergé dans l'institution au début des années 1990, initialement en accords avec l'université d'Antioquia, l'université nationale de Colombie et l'École d'administration publique colombienne. Cela en accordant la priorité à la réalisation des programmes de maîtrises et de spécialisations. Les programmes de troisième cycle visent essentiellement à fournir des informations dans certaines disciplines et domaines qui favorisent le développement de la région.

## Structure
L'université de l'Atlantique comporte quatre antennes : L'antenne dite du centre, qui est la plus ancienne. Elle se compose des premiers bâtiments de l'université depuis sa création. L'antenne des beaux-arts. Le campus de l'université, l'antenne nord. Cette dernière est la plus importante et regroupe toutes les filières d’apprentissage que propose l'université, les bureaux principaux logent au sein de l'antenne nord. Et enfin l'antenne sud, récente, qui se situe à Suan qui se situe à l'extrême sud du département de l'Atlantico.

## Enseignements et recherche
L'université s'organise au nombre de dix facultés et réunit des programmes de licences, de spécialisations, de masters et de doctorats.

### Facultés comportant un seul programme
Les facultés suivantes possèdent seulement un programme de licence :
- Sciences juridiques - Acréditation de haute qualité
- Architecture - Acréditation de haute qualité
- Chimie et pharmacie
- Nutrition et diététique

### Faculté des beaux-arts
Programmes de licence
- Musique - Acréditation de haute qualité
- Art dramatique
- Arts plastiques
- Danse

### Faculté des sciences basiques
Programme de licence :
- Biologie
- Physique
- Mathématiques
- Chimie

### Faculté des sciences de l'éducation
Forme en licence des éducateurs et des chercheurs :
- Langues étrangères appliquées
- Sciences sociales
- Espagnol et littérature
- Éducation artistique
- Biologie et chimie

• Mathématiques
- Culture physique, récréation et sport
- Éducation infantile
- Éducation pour personnes ayant des limitations ou des capacités exceptionnelles

### Faculté des sciences économiques
Programmes de licence :
- Administration d'entreprise
- Économie
- Comptabilité publique
- Technique professionnelle en opération touristique
- Programme d'administration d'entreprises touristiques

### Facultés des sciences humaines
Programme de licence :
- Histoire - Accréditation de haute qualité
- Philosophie - Accréditation de haute qualité
- Sociologie

### Faculté d'ingénierie
Programme de licence :
- Ingénierie mécanique
- Philosophie - Accréditation de haute qualité
- Ingénierie agro-industrielle
- Ingénierie industrielle - Accréditation de haute qualité
- Philosophie - Accréditation de haute qualité
- Ingénierie chimique

### Masters
- Éducation
- Droit (accord avec l'UNAL)
- Sciences pharmaceutiques (accord avec l'UNAL)
- Sciences physiques
- Mathématiques
- Environnement
- Sciences chimiques
- Biologie
- Linguistique (accord avec l'université Paris 13)
- Littérature hispano-américaine et la Caraïbe
- Sécurité alimentaire et nutritionnelle
- Étude du genre et violence intrafamiliale
- Neuropédagogie
- Histoire
- Didactique des mathématiques
- Gestion énergétique
- Gestion de qualité

### Doctorats
- Médecine
- Sciences de l'éducation
- Sciences physiques